# Estamento de Procuradores
Estamento de Procuradores fue el nombre de la cámara electiva española entre 1834 y 1836.
El Estatuto Real de 1834 introdujo por vez primera el bicameralismo en el sistema político español al prever la existencia de dos estamentos o cámaras en la asamblea legislativa: el estamento de próceres y el estamento de procuradores, cámaras alta y baja que en otras constituciones españolas del siglo XIX recibieron los nombre de Senado y Congreso de los Diputados; con ello se pretendía conformar un sistema según el modelo del parlamentarismo inglés, en el que correspondería al Estamento de Procuradores una función similar a la Cámara de los Comunes en el Reino Unido.
La designación de los procuradores fue inicialmente por sufragio censitario indirecto en dos niveles (de partido y de provincia). La junta electoral de partido estaba formada por los mayores contribuyentes de cada uno de estos distritos y los miembros del ayuntamiento del pueblo cabeza de partido, a los que se podían añadir algunos funcionarios y profesionales liberales. El número total de estos electores de primer grado era de 16 026.  A ellos correspondía elegir los compromisarios (950 en todo el reino) que luego designaban los procuradores de cada provincia. El real decreto de 24 de mayo de 1836 estableció el sufragio directo y amplió el cuerpo electoral a 60 067 individuos.
La designación del presidente del Estamento de Próceres correspondía al rey, de una terna votada por los miembros de la cámara. En los dos años de vigencia del estatuto real ocuparon la presidencia:
- Antonio Posada Rubín de Celis. del 20 de julio de 1834 al 28 de julio de 1834 (Interino).
- Ildefonso Díez de Rivera y Muro. Del 29 de julio de 1834 al 29 de mayo de 1835.
- Francisco Javier Istúriz y Montero. Del 12 de noviembre de 1835 al 27 de enero de 1836 y del 17 de marzo al 22 de marzo de 1836.
- Antonio González González. Del 23 de marzo de 1836 al 23 de mayo de 1836.

Las sesiones del Estamento de Procuradores se celebraron en la iglesia del convento del Espíritu Santo de Madrid, en la carrera de San Jerónimo, sobre cuyo solar se edificó posteriormente el palacio de las Cortes.
El estatuto real fue suspendido tras el motín de La Granja de San Ildefonso de 1836, a raíz del cual se restableció la vigencia de la Constitución española de 1812, que establecía unas Cortes unicamerales. Con la entrada en vigor de la Constitución española de 1837 se volvió en España a la legislatura bicameral.